# Lijst van olympische medaillewinnaars pelota
Pelota is een voormalige olympische sport, die op de Olympische Spelen werd beoefend. Deze pagina geeft de lijst van olympische medaillewinnaars in deze sport, die alleen op de Spelen van 1900 in Parijs op het programma stond.

## Medaillewinnaars
| Editie | Goud | Goud                              | Zilver | Zilver                       |
| ------ | ---- | --------------------------------- | ------ | ---------------------------- |
| 1900   | ESP  | José de Amézola Francisco Villota | FRA    | Maurice Durquetty Etchegaray |

Parijs 1900 · 
Parijs 1924 (demonstratie) · 
Mexico-stad 1968 (demonstratie) · 
Barcelona 1992 (demonstratie)
Olympische medaillewinnaars